# Almonde und Behrend
Almonde und Behrend Handelshaus (Dom Handlowy), Commissionshandel – firma handlu zbożem działająca w Gdańsku w latach 1815–1828. Właścicielami byli kupcy - Cornelis van Almonde (1762-1844) oraz Wilhelm Michael Theodor Behrend (1789-1851). Zajmowała się sprzedażą głównie zboża, również drewna, na rynkach angielskim i holenderskim. Firma magazynowała zboże w szeregu portach bałtyckich, głównie w Gdańsku, Królewcu i Elblągu. Posiadała agentów w wielu częściach Polski. Mieściła się przy Hundegasse (ob. ul. Ogarna) 51 (1817). W budynku swoją siedzibę miał też konsulat Holandii, zaś funkcję konsula pełnił Cornelis van Almonde.